# Reino de Alba
El reino de Alba (en gaélico: Rìoghachd na h-Alba) hace referencia al reino de Escocia entre la muerte de Domnall II en 900 y el fallecimiento de Alejandro III en 1286, hecho que llevó indirectamente a las Guerras de independencia de Escocia. La dinastía Cinaed del reino de Alba restableció su dominio en 889 cuando Domnall, hijo de Custantin, nieto de Cinaed, tomó el trono. A su muerte en 900, Domnall fue llamado rí Alban (rey de Alba) y Rex Scottorum.
El nombre es apropiado porque, además de que el reino no incluía partes de las actuales Tierras Bajas, en este periodo, la élite y las clases populares del reino hablaban predominantemente lenguas picto-gaélicas y normando-escocesas, frente al periodo de la Casa de Estuardo, en el cual la élite del reino hablaba en su mayoría inglés medio. Alba significa Escocia en gaélico, pero los historiadores anglohablantes decidieron aplicar este nombre a un periodo concreto de la historia de Escocia durante la Alta Edad Media, aunque hubo otros que pretendieron incluir   reinados de los reyes pictos o de los reyes de Dál Riata en un esfuerzo por presentar Alba como el mismo reino.

## Corte real
Se sabe poco de la estructura de la corte real escocesa en el periodo anterior a la llegada de los normandos a Escocia, antes del reinado de David I de Escocia. Se conoce un poco mejor la corte en los últimos años del siglo XII y el siglo XIII. 
- El senescal fue un cargo hereditario desde el reinado de David I. El camarero tenía la responsabilidad de la casa real y su administración.
- El canciller estaba a cargo de la capilla real. Este era el lugar de culto del rey, pero al final, tenía que ver con los escribanos reales, responsables de guardar los archivos. Normalmente, el canciller era un clérigo, que ocupaba este cargo antes de ser promovido a un obispado.
- El chambelán tenía el control y la responsabilidad sobre las finanzas reales.
- El condestable, también era hereditario desde el reinado de David I. Estaba a cargo de los recursos militares de la corona.
- El mayordomo de Palacio.
- El mariscal o Marshall. El mariscal se diferenciaba del condestable en que estaba más especializado y era responsable de las fuerzas reales de caballería.

En el siglo XIII, los otros cargos tendían a ser hereditarios, con la excepción del canciller. La Casa Real disponía de otros cargos, como el hostarius, los cazadores, guardas forestales y cocineros.